# Scarabeo stercorario

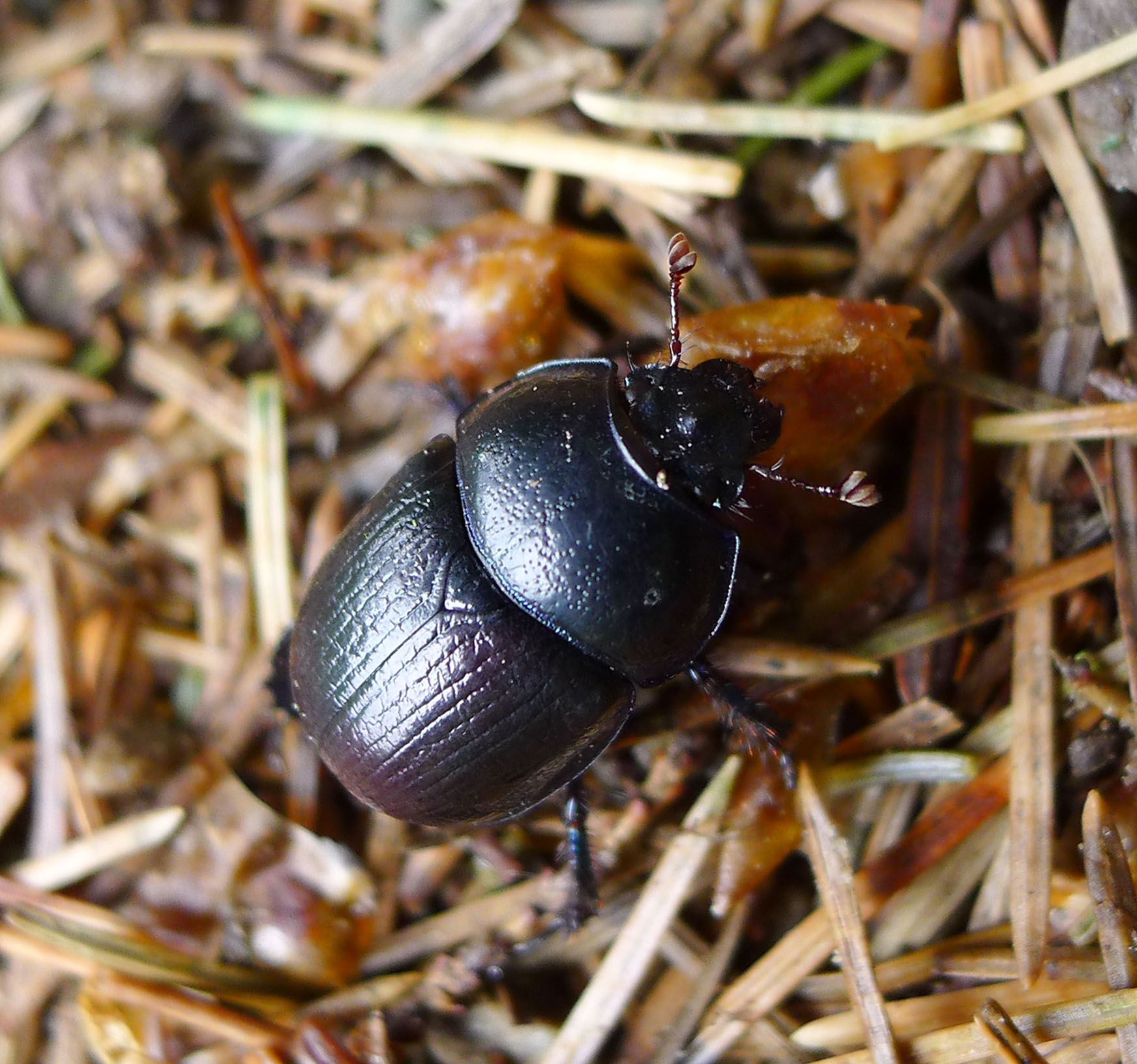
Geotrupes stercorarius

L'espressione scarabeo stercorario si riferisce a diverse specie di scarabei che si nutrono di sterco e che raccolgono il loro nutrimento (per conservarlo o per deporvi le uova) facendone caratteristiche pallottole e facendole rotolare sul suolo. Questo genere di comportamento viene esibito da diverse specie delle famiglie Scarabaeidae (sottofamiglia Scarabaeinae) e Geotrupidae.
Nonostante sia dotato di ali, lo scarabeo stercorario non è in grado di volare. Le ali anteriori sono totalmente indurite (elitre) e vengono usate come protezione per il corpo .

## Specie di scarabei stercorari
- Geotrupes stercorarius
- Circellium bacchus
- Scarabaeus sacer
- Scarabaeus semipunctatus

L'uso più appropriato dell'aggettivo "stercorario" è in riferimento al Geotrupes stercorarius, ma vengono comunemente chiamati "scarabei stercorari" anche le seguenti specie: Circellium bacchus, Scarabaeus sacer, Scarabaeus semipunctatus.

## Abitudini
Gli scarabei stercorari creano pallottole di sterco per facilitare il trasporto del cibo verso un nascondiglio. Le pallottole di sterco fungono da riserva di cibo o da protezione per le uova.
Quando si spostano, gli scarabei stercorari tendono a muoversi in linea retta, orientandosi con la luce emessa dalla Via Lattea. Se incontrano un ostacolo, cercano di superarlo scavalcandolo, ma mantengono la stessa direzione.
La natura delle interazioni sociali tra gli scarabei stercorari è oggetto di discussione. Inizialmente si riteneva che questi insetti cooperassero tra di loro nella costruzione, nel trasporto e nel consumo delle pallottole di sterco. Tuttavia, osservazioni più dettagliate hanno rivelato che gli scarabei stercorari mostrano un comportamento competitivo piuttosto che cooperativo. Durante la stagione di maggiore attività, prevalentemente in primavera, gli scarabei lavorano ininterrottamente per ore sulla pallottola di sterco e la trasportano nel luogo scelto per la consumazione. Tuttavia, il trasporto può essere difficoltoso e alcuni esemplari possono rinunciare. In questi casi, è comune osservare un altro scarabeo che interviene e sembra aiutare il primo a spostare la pallottola. Questo comportamento non è motivato da legami sociali, ma piuttosto dalla competizione per la risorsa. Infatti, questi incontri spesso si risolvono con una lotta per la pallottola di sterco, e il vincitore si allontana con il bottino per consumarlo altrove, mentre l'altro esemplare dovrà cercare o creare una nuova pallottola.

## Gli scarabei stercorari nella cultura

### Nell'antichità

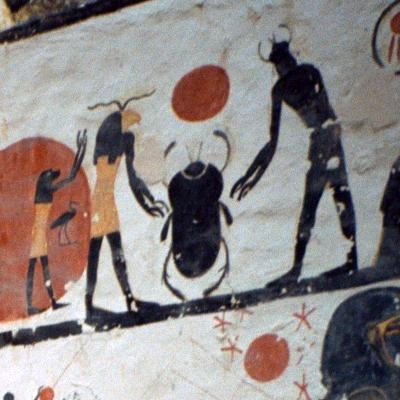
Rappresentazione di uno scarabeo sacro sulle mura della Tomba KV6, Valle dei Re, Egitto

Lo Scarabeus sacer è probabilmente la specie più nota di stercorario; questo insetto era venerato nell'Antico Egitto, e sue rappresentazioni pittoriche o in altre forme costituiscono un elemento tipico e ben noto dell'arte egizia. Lo scarabeo era infatti collegato a Khepri, il dio del Sole nascente, che si supponeva creasse il Sole ogni giorno in modo analogo a quello con cui lo scarabeo crea la pallottola di sterco.
Nella favola di Esopo Lo scarabeo e l'aquila, l'aquila uccide una lepre nonostante le preghiere dello scarabeo di risparmiarla. Per vendetta, lo scarabeo distrugge due volte le uova dell'aquila. L'aquila, disperata, vola da Zeus e depone le sue ultime uova sul grembo del dio. Lo scarabeo, tuttavia, si ricopre di sterco e vola in faccia a Zeus; disturbato dalla spiacevole visione, il dio lascia inavvertitamente cadere le uova. Incapace di ricondurre i due litiganti alla pace, Zeus decide infine di cambiare la stagione dell'accoppiamento delle aquile, in modo che questa abbia luogo in un periodo dell'anno in cui non ci sono scarabei.
Aristofane allude alla favola di Esopo nella sua commedia La Pace, in cui il protagonista vola sull'Olimpo a cavallo di uno scarabeo stercorario gigante.

### Nella cultura moderna
- Nel racconto La metamorfosi di Franz Kafka, il protagonista Gregor Samsa si trasforma in un qualche tipo di insetto (non precisato). Secondo Vladimir Nabokov, da diversi elementi si potrebbe dedurre che si tratti di uno scarabeo stercorario (nel testo, una cameriera chiama Samsa in questo modo).
- Alcuni scarabei stercorari, quasi antropomorfi, di colore rosso e dimensioni maggiori, appaiono nel videogioco "Conker's Bad Fur Day" e vivono in una terra fatta interamente di escrementi.
- Nel videogioco The Legend of Zelda: Skyward Sword è possibile catturare insetti. Tra di essi anche scarabei stercorari di colore viola, chiamati magmorari.
- Viene menzionato in uno sketch comico tratto dai "corti" di Aldo, Giovanni e Giacomo e viene usato molto spesso come esempio dal comico Natalino Balasso, che lo definisce "ruzzolamerde".[7][8]
- Nel cartone animato L'ape Maia, uno dei personaggi principali è proprio uno Scarabeo stercorario di nome Kurt.
- i Pokémon Rellor e Rabsca sono in parte basati sugli scarabei stercorari.